# Nakuru AllStars FC
El Nakuru AllStars FC és un club de futbol kenyà de la ciutat de Nakuru.
Va ser fundat el 1961 i refundat el 2010. Va descendir a tercera divisió l'any 2018 després de patir problemes econòmics.

## Palmarès
- Campionat de Kenya de Futbol:[2]
  - 1963
- Copa del President de Kenya:[3]
  - 1969